# Eskişehirspor
Maillots
Eskişehirspor Kulübü (Es-Es) est un club de football turc issu de la ville d'Eskişehir. Il a été créé en 1965.
Le club est descendu en 3e Ligue et après 11 années a de nouveau réintégré l'élite : la SporToto SüperLig.

## Depuis sa création

### 1965-1970
En 1965, Es-Es participe à un concours académique en Turquie où il arrive en finale, mais perd sur le score de 6-0.
À la fin du match, Burhanettin Türker dit à l'oreille du président Nafiz Yazıcıoğlu : « Si vous avez un potentiel comme dans ce groupe, pourquoi vous ne participez pas à la ligue 2 turque ? ». Nafiz 
Yazıcıoğlu et ses amis regroupèrent alors les clubs de la ville. Eskişehir Demirspor n'accepta pas que le club se scinde. Le foyer İdman, l'académie des jeunes de Yıldıztepe se regroupèrent et ils créèrent le club d'Eskişehirspor en 1965. Les couleurs noir et rouge furent alors choisies, en référence à celles du Stade rennais FC, vainqueur de la Coupe de France cette année-là,. À la suite du succès du club, pendant les 10 années qui suivirent, les clubs anatoliens prirent exemple sur lui.

### 1970-1982
En 1970, Eskişehirpor remporte la Coupe de Turquie face à Bursaspor sur le score de 1-2 et 3-1.
Pour leur saison 1981-82, Es-Es fut relégué, étant avant-dernier.
Cette année, le championnat fut remporté par Beşiktaş qui ne l'avait plus remporté depuis 15 ans.

### 1983-1984
Eskişehirspor est alors champion de la 2e ligue B et il retourna donc en première Ligue turque.
Il y resta 5 ans et sur la dernière semaine, il était opposé à Galatasaray. Tanju Çolak, alors joueur de Galatasaray, marqua un but.
Le club avait 41 points sur 36 matchs et était parmi les 3 relégables. Il descendit donc en Ligue 2.

### 1991-1997
Es-Es continua sa chute de la 2e ligue A à la 3e ligue groupe 5. Ils finirent champions en 3e ligue et remontèrent en 2e ligue A.
En 1994-1995, alors en 2e ligue, il rétrograde en 3e. L'entraîneur démissionna et ce fut Yılmaz Vural qui fut à la tête de l'équipe.
Il retourna en ligue 1 grâce entre autres aux victoires face à Erzurumspor 2-1, Adanaspor 3-2, et en finale 2-1 face à Aydınspor.
La saison suivante, il débuta mal la saison, à la mi-saison, il était relégable. 
Güvenç Kurtar arriva mais cela ne permit pas au club de rester parmi l'élite, de nouveau il descendit en ligue 2.

### 1997-2006
Es-Es eut beaucoup de difficultés et ne revint en 1e division qu'en 2006 grâce à l’Extra Playoff.

### Après 2006
L'équipe était leader du championnat pendant les 3 premières semaines mais elle commença à perdre des points et finit à la 13e place.
Pour leur saison 2007-2008, il arriva deuxième du classement et participa donc aux playoffs.
En demi-finale, il joua contre Diyarbakırspor et gagna le match difficilement après les prolongations par 6 penalties à 5.
En finale face à Boluspor il gagna 2-0 et pouvait donc accéder à la Türkcell Süperlig. L'équipe adverse termina le match à 9 joueurs mais manquait beaucoup d'occasions.
Les joueurs et les supporters étaient très joyeux de remonter en Türkcell Süperlig après 12 ans d'absence qui marquèrent une longue période d'accalmie pour le club d'Eskişehirspor.

## Emblème et couleur
Les couleurs actuelles sont celles choisies lors de la création du club, en 1965. Cette année-là, en France, le Stade rennais gagnait la Coupe de France de football. L'évènement avait alors fait la une de Paris Match montrant les joueurs rennais soulevant la Coupe de France lors de leur tour d’honneur. Un exemplaire du magazine tombe entre les mains des dirigeants du nouveau club turc à la recherche de couleurs et sont aussitôt séduits par celles du club breton. C'est ainsi que le rouge et le noir furent adoptés.

## Palmarès
- Championnat de Turquie
  - Vice-champion : 1969, 1970, 1972

- Coupe de Turquie
  - Vainqueur : 1971
  - Finaliste : 1970, 1987, 2014

## Parcours en championnat
- Championnat de Turquie : 1966-1982, 1984-1989, 1995-1996, 2008-2016
- Championnat de Turquie D2 : 1965-1966, 1982-1984, 1989-1992, 1993-1995, 1996-2001, 2006-2008, 2016-
- Championnat de Turquie D3 : 1992-1993, 2001-2006

## Sponsors[3]
- Eti
- Türkcell
- Bimeks
- Nike (équipementier)
- Alpet
- Mases Otomotiv
- Güvensoy
- Arçelik

## Anciens entraîneurs
- 1973-1974 :  Abdullah Matay
- 1974-1975 :  Octavian Popescu
- 1977-1978 :  Abdullah Gegiç
- Rıza Çalımbay
- Ersun Yanal
- Michael Skibbe